# Queluzito
Queluzito é um município brasileiro do estado de Minas Gerais, situado a 964 metros de altitude. Sua população, segundo o censo do IBGE realizado em 2022, é de 1 770 habitantes (densidade demográfica de 11,5 hab/km²). Apresenta 47.9% de domicílios com esgotamento sanitário adequado, 32.3% de domicílios urbanos em vias públicas com arborização e 47.9% de domicílios urbanos em vias públicas com urbanização adequada (presença de bueiro, calçada, pavimentação e meio-fio).

## História
A fase pré-colonial do município é marcada por dados obtidos como resultado de avaliações em três sítios arqueológicos (Campo Belo I, II e III), identificados pela equipe do Museu de Arqueologia e Etnologia da Universidade Federal de Juiz de Fora, confirmando a presença de assentamentos indígenas na região nesse período, tendo em vista suas datações que os inserem entre os anos de 1050 ± 105 a 1570 ± 40 AD. A caracterização cultural dos materiais evidenciada nesses antigos assentamentos tem permitido associar esses vestígios com a denominada Tradição Aratu-Sapucaí, comumente relacionada com produção material de grupos pertencentes ao tronco linguístico Macro-Jê.
A partir do século XVIII, muitos povoados foram surgindo em decorrência das expedições dos bandeirantes pelo Caminho Novo da Estrada Real, cuja construção recebeu um forte apoio do então Governador Artur de Sá e Meneses. Assim, várias fazendas foram erguidas, servindo de entreposto em meio à abundante Mata Atlântica local, descrita e documentada por importantes exploradores, como pelo botânico francês Auguste de Saint-Hilaire, o médico alemão Georg Heinrich von Langsdorff, além de outros viajantes europeus a serviço das cortes imperiais que percorreram a região com propósitos científicos em diversas épocas.
O povoado onde se iniciou a história da cidade foi fundado na primeira metade do século XVIII, recebendo como primeiro nome Santo Amaro do Camapuã, documentado no Livro de Tombo da Freguesia de Nossa Senhora da Conceição do Campo Alegre dos Carijós. Foi Amaro Ribeiro quem edificou a primeira capela na região, dedicada a Santo Amaro, cuja construção iniciou-se em 1726. A capela de Santo Amaro tem seu primeiro registro datado de 7 de janeiro de 1742, embora, na história oficial do atual município de Queluzito conste que o término da obra ocorrera em 12 de março de 1738. Seus livros de registros paroquiais revelam que os primeiros habitantes da região eram portugueses, que vieram explorar ouro nos riachos Camapuã e Brumado. O relatório do Termo da Villa Real de Queluz (1830) reporta que no local havia apenas cinco fogos (casas). O crescimento do entorno da capela de Santo Amaro só ocorreu nas primeiras décadas do século XIX, quando a região passou a se dedicar ao abastecimento agropastoril, sendo que parte considerável de sua produção era vendida para São João Del Rei. Esse crescimento comercial intenso resultou na elevação de povoado a freguesia de Santo Amaro de Camapuã, em 1838.
Geograficamente como um braço da Serra da Mantiqueira, a Serra do Camapuã, cujo nome significa, em tupi-guarani, seios erguidos, está localizada no que constituía, inicialmente, a divisa entre as comarcas de Ouro Preto e Rio das Mortes. Em 1790, quando da elevação do Arraial dos Carijós a Vila de Queluz, a serra ficou subordinada a essa última, que foi integrada à comarca do Rio das Mortes. Desde então, até 1833, todo o seu território ficou circunscrito a essa comarca. Nessa última data, a Vila de Queluz foi reincorporada à de Ouro Preto, onde os terrenos dispostos ao sopé de sua vertente leste passaram a fazer parte da comarca de Ouro Preto e os da oeste ficaram sob a jurisdição do Rio das Mortes. Essa instabilidade revela que Santo Amaro do Camapuã assentava-se em uma região limítrofe, de passagem obrigatória para quem desejasse transitar entre São João Del Rei e Vila Rica.
Os primeiros povoadores da localidade foram o Inconfidente José da Costa Oliveira, bisavô do jurista, advogado e diplomata Lafayette Rodrigues Pereira, e o português José da Costa Oliveira. Os Vieiras, os Costa, os Pacheco de Lima e os Ferreira de Souza, famílias portuguesas oriundas da região do Minho, compuseram os primeiros extratos familiares na região.
Em 31 de dezembro de 1943, o então Distrito de Santo Amaro (constituído pelas Lei Provincial nº 907, de 08-06-1858 e Lei Estadual nº 2, de 14-09-1891, subordinado à Vila de Queluz) recebeu a denominação de Queluzito, sendo elevado à categoria de cidade em 1962. O nome Queluzito é originário da palavra queluzita, uma rocha metamórfica complexa, composta de espessartita, rodonita, rodocrosita e quartzo, abundante na região.

## Geografia

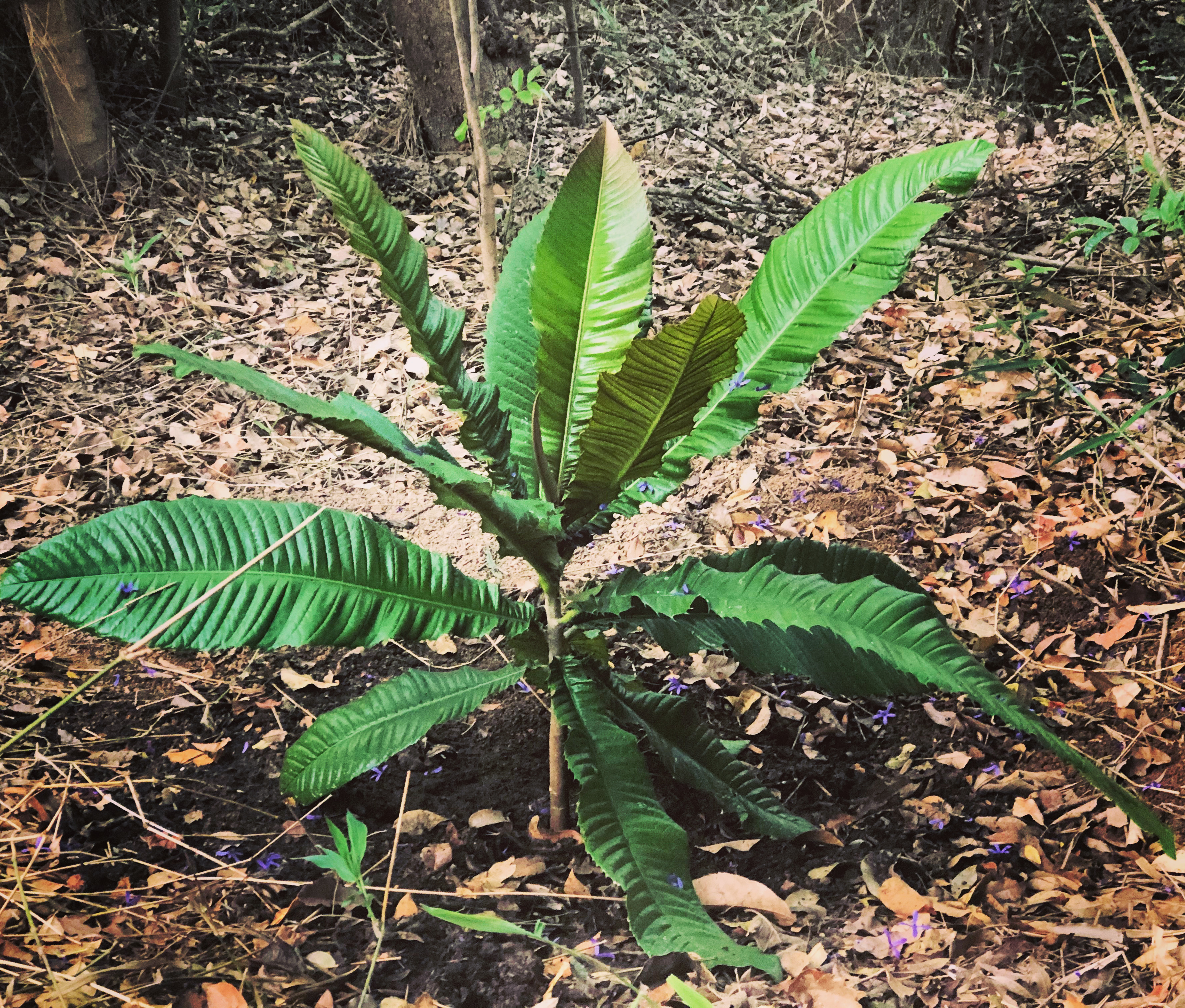
Exemplar da espécie Chrysophyllum imperiale cultivado em área particular de reflorestamento na cidade. Esse espécie está classificada como "ameaçada de extinção" pela Lista Vermelha da IUCN.

Conforme a classificação geográfica mais moderna (2017) do IBGE, Queluzito é um município da Região Geográfica Imediata de Conselheiro Lafaiete, na Região Geográfica Intermediária de Barbacena.
O município se insere em um prolongamento da Serra da Mantiqueira. A topografia da região é acidentada, com vales estreitos e úmidos, e relevo variando de fortemente ondulado a montanhoso, distribuídos como 85% montanhoso, 17% ondulado e 3% plano. A região é drenada pela bacia hidrográfica do Rio Paraopeba.
Dados obtidos no período compreendido entre 2015-2016 do Atlas dos Remanescentes Florestais da Mata Atlântica, desenvolvido pela Fundação SOS Mata Atlântica e o Instituto Nacional de Pesquisas Espaciais (INPE), reportam que o município possui 14,0% (3934,00 ha de fisionomia vegetal original) de remanescente caracterizado como floresta estacional semidecidual, com condições edafoclimáticas potencialmente apropriadas para o reflorestamento de áreas degradadas e recuperação de nascentes e matas ciliares empregando espécies nativas raras, agregando valor genético estratégico à região e impulsionando uma crescente economia agroflorestal sustentável.
O cultivo de araucária (Araucaria angustifolia), guapeba-preta (Chrysophyllum imperiale), ipê-roxo (Handroanthus impetiginosus) e  jequitibá-rosa (Cariniana legalis), dentre outras espécies, pode contribuir com o equilíbrio ecológico, mantendo a diversificada avifauna local protegida. A extensa zona rural possui potencial para o cultivo de madeiras de corte, em substituição à pecuária, assim como o potencial para atividades econômicas com baixas emissões de carbono ser elevado, como o ecoturismo, devido a diversas pequenas cachoeiras que podem ser visitadas na região, como a Cachoeira do Maciel. Uma das denominações de localidade na zona rural da cidade é conhecida como "serra dos caixetas", nome referendado graças à abundância, no passado, da árvore caixeta (Tabebuia cassinoides), espécie ameaçada de extinção no Brasil.
A fragmentação de hábitats tem agravado esta situação, levando à diminuição da ocorrência de várias espécies animais nos remanescentes de vegetação da região. Aves de maior porte, como alguns jacus (Penelope spp.) e mutuns (Crax spp.), estão entre as espécies mais afetadas pela fragmentação dessas áreas verdes, ainda que a presença de periquitos (Brotogeris ssp.) seja frequentemente observada na região. 
Queluzito, dentre os atrativos históricos, geográficos e culturais, faz parte do Circuito Turístico Villas e Fazendas de Minas Gerais, criado em 2001, a partir da associação de oito municípios com identidades culturais, sociais e econômicas semelhantes, todos próximos às históricas Congonhas e Ouro Preto, configurando-se como exemplo de turismo sustentável. Em termos culturais, destacam-se a Congada, a Festa do Produtor Rural, as Folias de Reis e Folia de São Sebastião, e as celebrações religiosas.

## Avifauna
As espécies de aves comumente observadas no município pertencem às famílias Anatidae (Amazonetta brasiliensis ~ "ananaí"), Cracidae (Penelope obscura ~ "jacuguaçu"), Phalacrocoracidae (Nannopterum brasilianus ~ "biguá"), Ardeidae (Butorides striata ~ "socozinho", Ardea alba ~ "garça-branca"; Syrigma silibatrix ~ "maria-faceira"), Threskiornithidae (Mesembrinibis cayennensis ~ "coró-coró", Theristicus caudatus ~ "curicaca").